# Ječná mouka

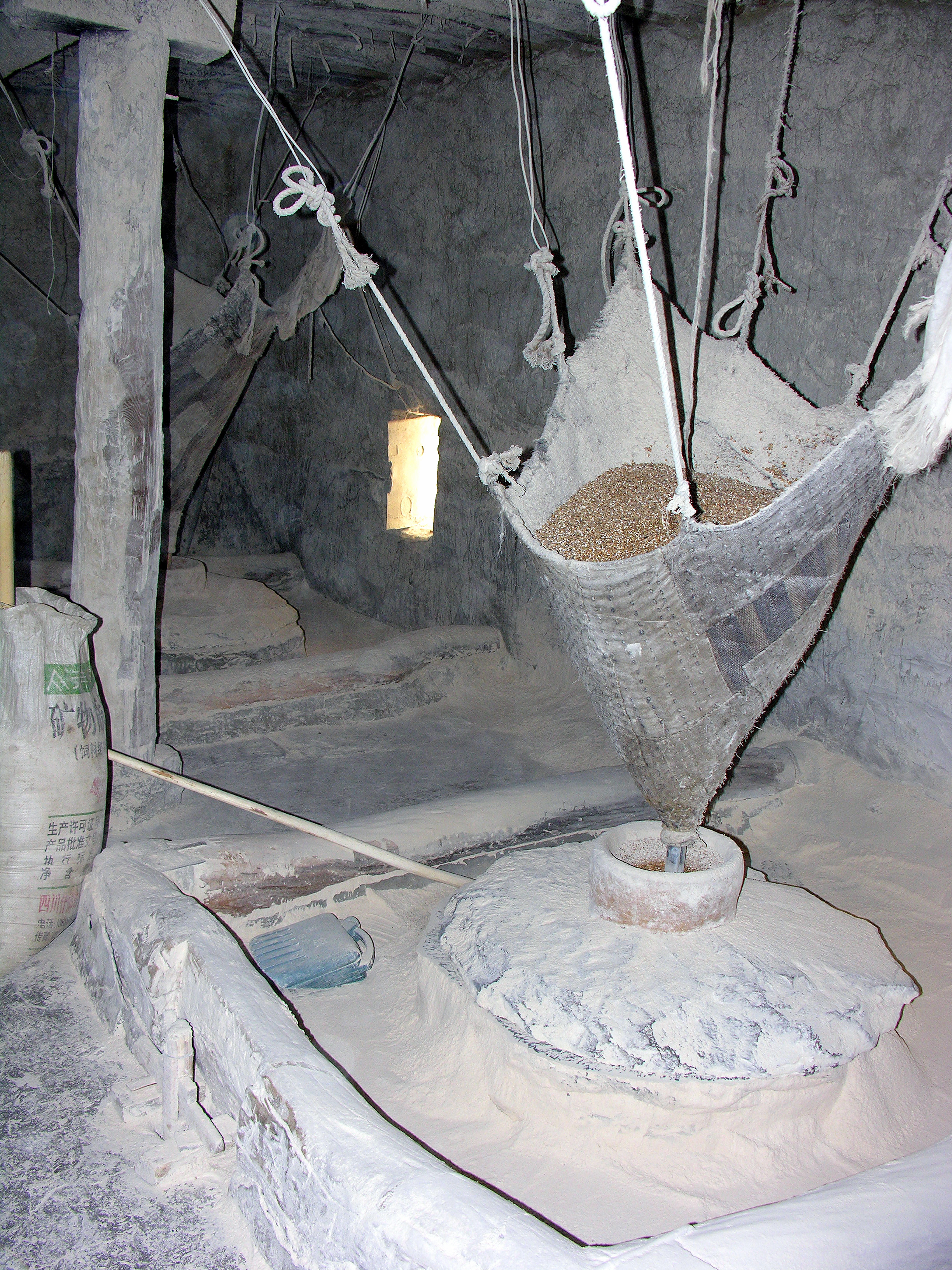
Mletí ječných zrn v Tibetu na kamenném vodou poháněném mlýnu

Ječná mouka je mouka vyrobená ze sušeného a mletého ječmene. Ječná mouka se používá k přípravě ječného chleba a dalších druhů pečiva, jako jsou chlebové placky. Obecně lze říci, že existují dva druhy ječné mouky, hrubě a jemně mletá. Ječné kroupy se melou na hrubou ječnou mouku a perlový ječmen se mele na hladkou ječnou mouku.

## Historie
Ječmen pravděpodobně pochází z horských oblastí Etiopie a jihovýchodní Asie. V západním světě nebyl hlavní složkou lidské stravy. Avšak v Asii, severní Africe a na Blízkém východě se ječná mouka nebo zrna používala k výrobě kaše.

## Použití
Ječná mouka se používá k přípravě ječného chleba. Někdy se ječná mouka přidává k mouce pšeničné a vzniká tak kompozitní mouka, ze které se vyrábí další druhy chleba. Po přidání ječné mouky do pšeničné mouky získá chléb tmavší barvu a ječná mouka mu také dodává odlišnou chuť. Ječná mouka se také používá jako přísada do některých specializovaných potravin.
V Evropě a Severní Americe není používání ječné mouky příliš rozšířené, ale hojně je využívána v asijské kuchyni. Ječná mouka se používá k výrobě palačinek, muffinů či sušenek. Lze ji použít i k výrobě těstovin. Používá se také jako zahušťovadlo do polévek a omáček a dodává pokrmům mírně nasládlou chuť.

## Nutriční hodnoty
| Základní složení                   | Ječná    | Ječná sladová | Minerály       | Ječná | Ječná sladová | Vitamíny                   | Ječná | Ječná sladová | Aminokyseliny   | Ječná | Ječná sladová |
| ---------------------------------- | -------- | ------------- | -------------- | ----- | ------------- | -------------------------- | ----- | ------------- | --------------- | ----- | ------------- |
| Voda (g)                           | 12,1     | 8,21          | Vápník (mg)    | 32    | 37            | Vitamín A (μg)             | 0     | 1             | Tryptofan (g)   | 0,175 | 0,132         |
| Energie (kcal/kJ)                  | 345/1140 | 361/1510      | Železo (mg)    | 2,68  | 4,71          | Vitamín B1 (mg)            | 0,37  | 0,309         | Threonin (g)    | 0,356 | 0,407         |
| Bílkoviny (g)                      | 10,5     | 10,3          | Hořčík (mg)    | 96    | 97            | Vitamín B2 (mg)            | 0,114 | 0,308         | Isoleucin (g)   | 0,383 | 0,361         |
| Tuky (g)                           | 1,6      | 1,84          | Fosfor (mg)    | 296   | 303           | Niacin (mg)                | 6,27  | 5,64          | Leucin (g)      | 0,713 | 0,746         |
| Nasycené mastné kyseliny (g)       | 0,335    | 0,386         | Draslík (mg)   | 309   | 224           | Cholin (mg)                | 37,8  | -             | Lysin (g)       | 0,391 | 0,535         |
| Mononenasycené mastné kyseliny (g) | 0,205    | 0,254         | Sodík (mg)     | 4     | 11            | Kyselina pantothenová (mg) | 0,145 | 0,577         | Methionin (g)   | 0,202 | 0,294         |
| Polynenasycené mastné kyseliny (g) | 0,771    | 0,953         | Zinek (mg)     | 2     | 2,06          | Vitamín B6 (mg)            | 0,396 | 0,655         | Cystin (g)      | 0,232 | 0,157         |
| Popel (g)                          | 1,28     | 1,37          | Měď (mg)       | 0,343 | 0,27          | Kyselina listová (μg)      | 8     | 38            | Fenylalanin (g) | 0,589 | 0,225         |
| Sacharidy (g)                      | 74,5     | 78,3          | Mangan (mg)    | 1,03  | 1,19          | Vitamín C (mg)             | 0     | 0,6           | Tyrosin (g)     | 0,301 | 0,341         |
| Vláknina (g)                       | 10,1     | 7,1           | Selen (μg)     | 37,7  | 37,7          | Vitamín E (mg)             | 0,57  | 0,57          | Valin (g)       | 0.515 | 0,503         |
| Cukry (g)                          | 0,8      | 0,8           |                |       |               | Betakaroten (μg)           | 0     | 11            | Arginin (g)     | 0,526 | 0,836         |
|                                    |          |               | Vitamín K (μg) | 2,2   | 2,2           | Histidin (g)               | 0,236 | 0,275         |                 |       |               |
|                                    |          |               | Alanin (g)     | 0,409 | 0,516         |                            |       |               |                 |       |               |
| Kyselina asparagová (g)            | 0,655    | 0,776         |                |       |               |                            |       |               |                 |       |               |
| Kyselina glutamová (g)             | 2,74     | 1,82          |                |       |               |                            |       |               |                 |       |               |
| Glycin (g)                         | 0,38     | 0,44          |                |       |               |                            |       |               |                 |       |               |
| Prolin (g)                         | 1,25     | 1,12          |                |       |               |                            |       |               |                 |       |               |
| Serin (g)                          | 0,443    | 0,465         |                |       |               |                            |       |               |                 |       |               |

## Sladová ječná mouka
Sladová ječná mouka se připravuje z ječného sladu, což je ječmen, který prošel sladováním (částečným naklíčením a následným sušením horkým vzduchem, aby klíčení nepokračovalo). Existují dva druhy, diastatický a nediastatický. Diastatická sladová mouka (obsahující vysoké množství enzymů) se používá jako diastatický doplněk pro jiné chlebové mouky, které mají nízkou přirozenou diastatickou aktivitu. Diastatická aktivita zahrnuje přeměnu škrobů na maltózu (cukr). Při pečení vede přidání sladové ječné mouky k pšeničné mouce k vlhčímu produktu než při použití samotné pšeničné mouky. Sladová ječná mouka bohatá na bílkoviny se obvykle používá v potravinářském průmyslu, zatímco ta s nízkým obsahem bílkovin se obvykle používá k přípravě piva. Zatímco diastatická sladová ječná mouka je chuťově neutrální, nediastická se používá právě pro svou charrakteristickou chuť. Má mnoho využití, například ve sladovém mléce a v pečivu, kde mu dodává měkčí střídku a doplňuje chuť sladového bochníku.

## Fotogalerie

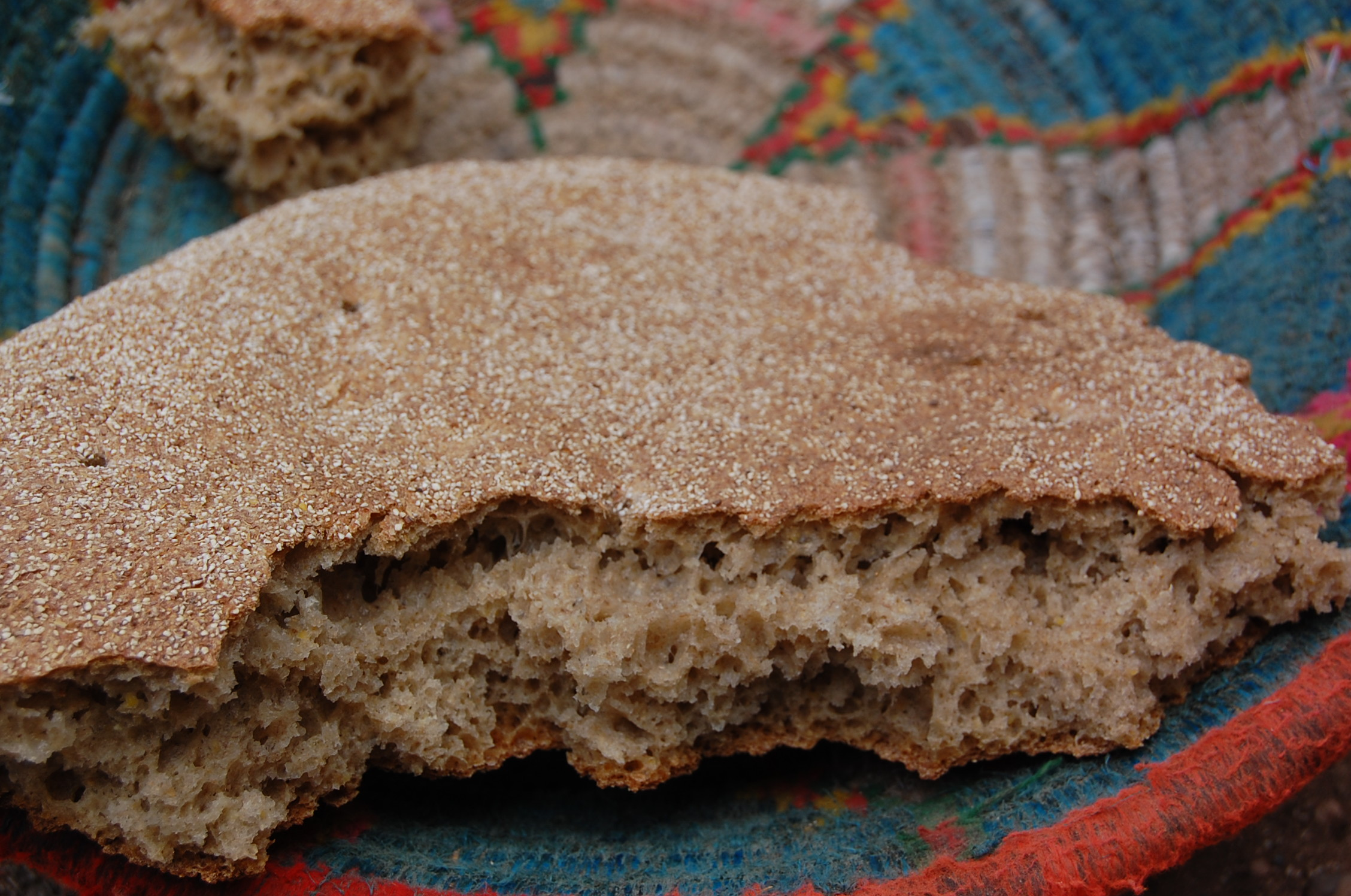
Ječný chléb
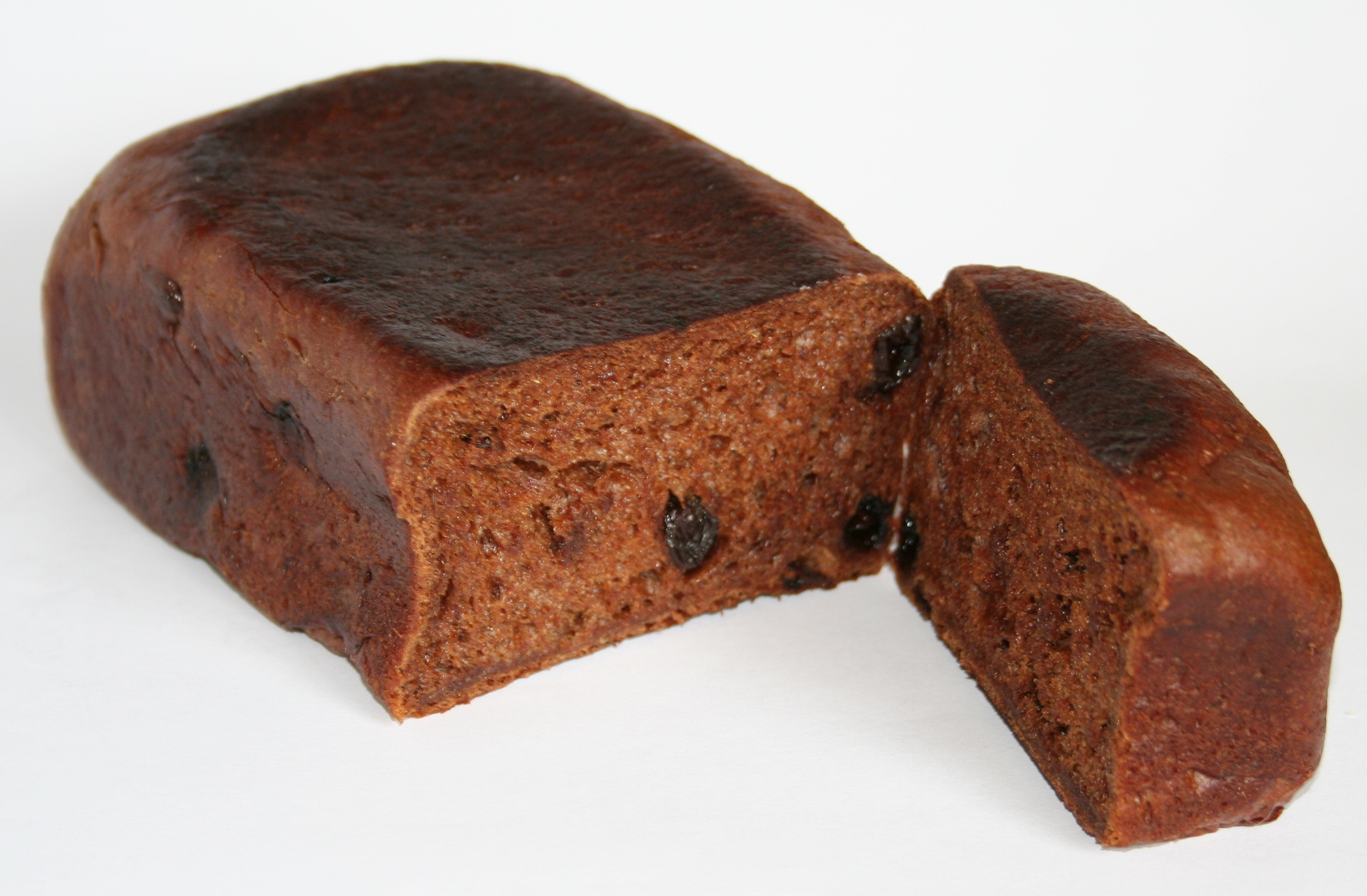
Sladový bochník